# Suita
Suita je višestavačna instrumentalna kompozicija od najmanje 3 stavka, do uglavnom 7 ili 8 stavaka. Postoje slučajevi i s mnogo više stavaka (Händelove suite imaju i do 20 stavaka). Stavci uglavnom predstavljaju manje glazbene oblike. Unutarnja glazbena povezanost stavaka suite nije tako čvrsta kao kod sonate ili koncerta.
Postoje 2 tipa suite: barokna (stara) suita koja je svoj procvat zabilježila u 17. stoljeću i prvoj polovini 18. stoljeća, i novija (moderna) suita iz 19. i 20. stoljeća.

## Naziv
Naziv suita je francuskog podrijetla (suite [suit] – slijed, niz), ali se uglavnom upotrebljavao i u Njemačkoj i Engleskoj, dok se u Italiji upotrebljavao naziv partita ("podijeljena", tj. sačinjena od dijelova, tj. stavaka). U Francuskoj se za oblik suite koristio naziv partie [parti] ili ordre ([ordr] – red, redoslijed). Ime suita prvi put koristi francuski skladatelj i tiskar nota Pierre Attaignant (u Parizu, 1557. godine, u doba renesanse) na jednoj od svojih tiskovina.
Barokna suita predstavlja u osnovi niz starih plesova. Ti su plesovi u ranom baroku imali u znatnoj mjeri plesni karakter, ali se s vremenom sve više stiliziraju i postaju više koncertni repertoar, nego glazba uz koju se pleše. Plesovi su međusobno poredani po principu kontrasta (kontrast je jedna od glavnih odrednica baroka uopće), i to prvenstveno što se tiče tempa i vrste takta (dvodobna i trodobna mjera). Zajednička karakteristika svih stavaka je tonalitet; svi su stavci u istom tonalitetu.
Suite su skladane za instrumentalne sastave i za solo instrumente. Od solo instrumenata u početku se najčešće susreće lutnja, dok sredinom 17. stoljeća glavni instrument za kojeg se skladaju suite postaje čembalo.

## Barokni skladatelji suite
Najznačajniji skladatelji koji su pisali suite bili su: Francois Couperin i Jean Philippe Rameau u Francuskoj, i Johann Sebastian Bach, Georg Friedrich Händel i Georg Philipp Telemann u Njemačkoj. Zanimljivo je da francuski skladatelji svojim suitama ili pojedinim stavcima daju programne naslove.

## Povijesni razvoj suite
Poznato je da ples postoji od kad i glazba, od samih početaka čovječanstva. Prva zapisana plesna glazba poznata je još od kasnog srednjeg vijeka, a u renesansi plesovi doživljavaju veliki procvat. Iz toga se vremena bilježe i umjetničke obrade plesne glazbe (i sama glazba se počinje cijeniti izvan svoje plesne funkcije). Početak barokne suite možemo naći u 16. stoljeću. Tada su se prvi put počeli grupirati plesovi. Prva 2 plesa koja su izvođena zajedno bile su Pavana i Gagliarda [galjarda].
Pavana (ili padovana, paduana) potječe iz grada Padove u Italiji, po čemu je dobila ime. To je ples umjerenog tempa u parnoj (četverodobnoj) mjeri, i dostojanstvenog je karaktera. Za razliku od Pavane, Gagliarda je ples brzog tempa u trodjelnoj mjeri. Jedna od važnijih karakteristika spoja pavane i gagliarde bila je tematska sličnost stavaka. To znači da se za gagliardu koristila slična ili ista melodija prenesena u trodobnu mjeru. Prema tome bi se spoj pavane i gagliarde mogao shvatiti kao jedan od najstarijih oblika varijacije. Umjesto gagliarde se mogao naći i neki drugi brzi ples tog vremena, najčešće su to bili Saltarello (poskočica, brzi talijanski ples) ili Romanesca.
Početkom 17. stoljeća uz ova se dva osnovna plesa dodaju još i Allemande i Courante, tako da sada možemo govoriti o pravoj suiti koja se sastoji od 4 stavka: pavana, gagliarda, courante i allemande.
Tijekom 17. stoljeća iz suite su izbačene pavana i gagliarda, i dodaju se novi plesovi, tako da se ustanovio temeljni oblik suite koja se sastoji od 4 osnovna stavka: Allemande, courante, sarabande i gigue, kojima su se dodavali još brojni drugu stavci.
Ova se osnovna shema od 4 osnovna stavka vrlo često nalazi kod Bachovih suita, dok Händel često odstupa od ove sheme, i koristi princip tematske sličnosti, kojeg Bach više ne primjenjuje. Bachove suite obično imaju 6-7 stavaka, dok Händelove imaju i do 20 stavaka (npr. Glazba na vodi, pisana za engleskog kralja).
Na samom početku suite, prije allemande, može se nalaziti uvodni stavak, koji nije plesnog karaktera. Najčešće se naziva preludij, ali se susreću nazivi ouverture (uvertira), sinfonia, fantasia, preambulum, toccata... Završetak suite ponekad čini tema s varijacijama.
Nakon pojedinog plesa u nekoj suiti može uslijediti njena varijaciji, koja se naziva double (čit. dubl). Od doublea treba razlikovati uzastopnu pojavu 2 plesa iste vrste, koje su tematski različite, npr. menuet I i menuet II, nakon čega se ponavlja menuet I. Taj je niz (menuet I, menuet II, menuet I) bio temelj za nastanak forme složene trodjelne pjesme. Drugi ples u paru često je u istoimenom tonalitetu, a suprotnog roda (npr. A-dur i a-mol).

## Forma plesa barokne suite
Većina plesove koji čine baroknu suita ima baroknu dvodijelnu forum. Cijeli stavak je tematski homogen, dakle drugi dio ne nosi nikakav novi tematski materijal (monotematičnost je također jedna od bitnih karakteristika barokne glazbe, i u ostalim baroknim oblicima). Oba dijela su približno iste dužine, i oba se dijela ponavljaju. 
Tonalni je plan suitnog stavka vrlo jasan i pregledan:
```
       a                b
||:  T – D  :||  ||:  D – T  :||
```

U prvom dijelu počinje se s toničkim tonalitetom, pa modulira u dominantni. U drugom dijelu počinje tonalitetom u dominanti pa se vraća u toniku. Ako je osnovni tonalitet molski, može se modulirati u dominantni mol ili paralelni dur
Kod većine plesova susreće se tematsko podudaranje završetaka oba dijela. U nekim slučajevima drugi dio može biti dvostruko duži od prvog (sarabande), pa se tu tematski može govoriti već o trodijelnoj pjesmi (forme a-b-a ili a-b-c) iz čega se razvija sonatni oblik.

## Suite u romantizmu
U romantizmu došlo je do procvata skladanja suite. Skladale su se uz glazbu iz opera, scenskih glazbi ili baleta, kao suita "San ljetne noći" Felixa Mendelssohna. Suite više nemaju plesne stavke kao u baroku, nego programne naslove (kod suite "San ljetne noći" su stavci: Scherzo, Nocturno i Svadbena koračnica). Suitama su se proslavili Georges Bizet (dvije suite "Carmen" i dvije suite "Arležanka"), Petar Iljič Čajkovski ("Labuđe jezero", "Trnoružica" i "Orašar"), Edvard Grieg (dvije suite "Peer Gynt"), Modest Petrovič Musorgski ("Slike s izložbe"), Nikolaj Rimski Korsakov ("Šeherezada") i Camille Saint-Saëns ("Karneval životinja").

## Poveznice
- Šest suita za violončelo solo (Bach)